# Meininger Puppentheater
Das Meininger Puppentheater ist ein Figurentheater und Teil des Jungen Staatstheaters am Staatstheater Meiningen. Direktorin ist Maria A. Albu.

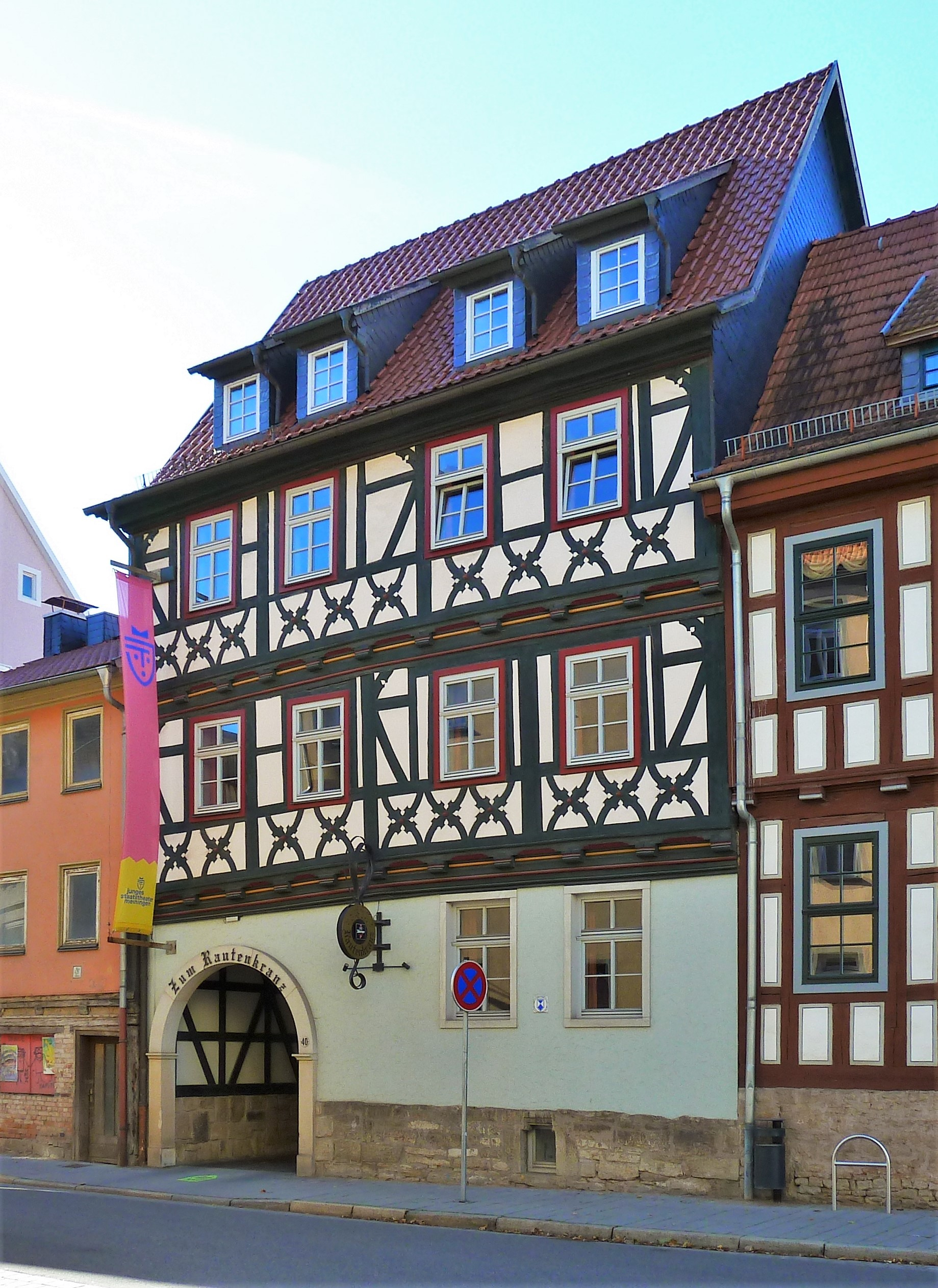
Spielstätte Rautenkranz

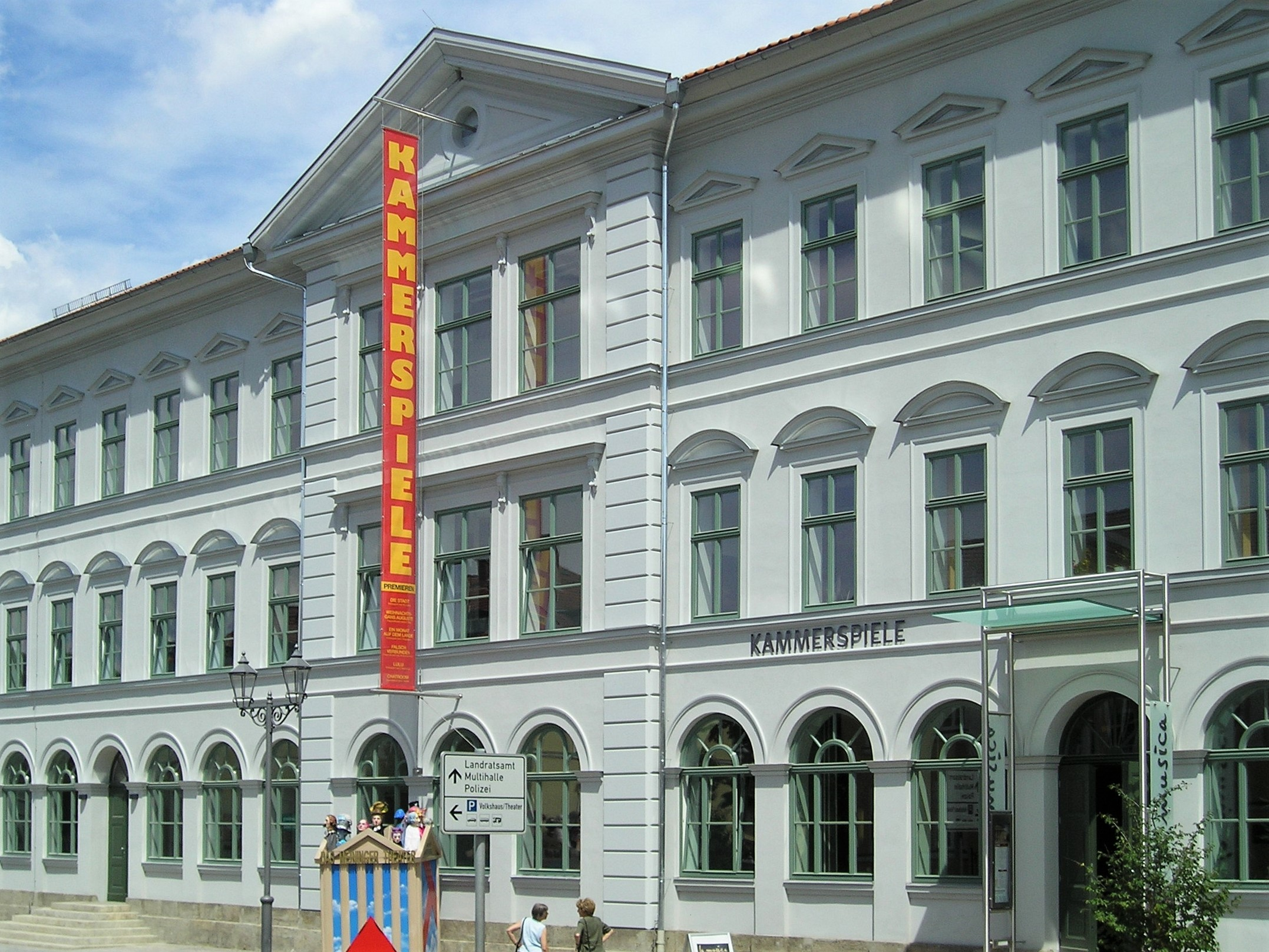
Spielstätte Kammerspiele

## Spielstätten und Ensemble
Die Puppenbühne hat zwei feste Spielstätten in Meiningen, die „Kammerspiele“ in der Bernhardstraße sowie den „Rautenkranz“ in der Altstadt, wo das Junge Staatstheater seine Bühne hat. Neben den Auftritten in den Spielstätten unternimmt das Puppentheater eigenständig auch einzelne Tourneen.
Das Ensemble besteht aus vier festangestellten Puppenspielern, fünf Gastspielern und einem Bühnenmeister/Techniker. Rund 40 Mitarbeiter und Gäste des Staatstheaters führen neben Kora Tscherning Regie oder sind für Ausstattung, Komposition und Musik zuständig.

## Geschichte
Das Meininger Puppentheater wurde im Sommer 1986 am Meininger Theater gegründet. Erster Leiter war Rolf Thieme. Die erste Premiere fand am 2. Oktober 1986 im Volkshaus Meiningen mit Goethes Faust statt. Weitere Inszenierungen in der Anfangszeit waren „Dornröschen“ und „Pinocchio“. 1987 übernahm Maria C. Zoppeck als Direktorin das Puppentheater, das damals aus 16 Mitgliedern bestand. Neben den Aufführungen an verschiedenen Auftrittsorten in der Theaterstadt Meiningen führten zahlreiche Tourneen durch die damalige DDR. Nach der politischen Wende unternahm das Meininger Puppentheater seine ersten Tourneen durch ganz Deutschland und in das europäische Ausland.
Das heute überwiegend selbständige, international agierende Puppentheater besteht aus einem Stamm von fünf Puppenspielern und Technikern unter der Leitung von Kora Tscherning, die 2019 Maria C. Zoppeck ablöste, und mehr als einem Dutzend Gastspielern und Regisseuren (Stand: 2021). Zum Repertoire gehören Stücke für alle Altersklassen, geschrieben von Gegenwartsautoren oder aus der Märchen- und Sagenwelt. Zu den bekanntesten und erfolgreichsten, weltweit gezeigten Stücken gehören und gehörten „Fastnachtspiele“ von Hans Sachs, Der standhafte Zinnsoldat und Kondom des Grauens. Das Puppentheaterensemble tritt jährlich bei rund 150 Vorstellungen auf, davon überwiegend in den beiden Spielstätten Kammerspielen (seit 2008) und Rautenkranz (seit 2021). Die weiteren Aufführungen finden bei Tourneen zu Einzelgastspielen und Puppentheaterfestivals auf vier Kontinenten statt. Es werden Puppenspiele auch in englischer und französischer Sprache aufgeführt. Vereinzelt finden auch Koproduktionen mit dem Ensemble des Meininger Theaters statt (unter anderem „Pippi Langstrumpf“).
2021 beging das Meininger Puppentheater sein 35-jähriges Bestehen.

## Festivals und Tourneen (Höhepunkte)
Gastspielreisen führten bisher in zahlreiche europäische Länder sowie nach Japan, China, Korea, Australien, Kanada und in die USA.  
Mit der Puppen-Show „Kondom des Grauens“ gab das Ensemble 1995/96 im ganzen deutschsprachigen Raum über 300 ausverkaufte Vorstellungen mit dem Höhepunkt beim Festival „Wien ist andersrum“. Eine weltweite Tournee mit über 600 Vorstellungen unternahm das Puppentheater ab 1998 mit der Andersen-Inszenierung „Der standhafte Zinnsoldat“. Aufführungs- und Festivalorte waren unter anderem Tokio, Taipeh, Seoul, Toronto, Chicago, St. Louis, Paris, Wien, Bern, Schaan, Bozen, Krakau, Prag, Brest und Kopenhagen.

## Inszenierungen (Auswahl)
Aktuelle Stücke sind unter anderem (Spielzeit 2020/21):
- Der standhafte Zinnsoldat (seit 2001)
- Der Zauberer von Oz
- Der kleine Prinz (seit 2017)
- Ronja Räubertochter (seit 2017)
- Der Froschkönig
- Ist Greta im Himmel? (seit 2018)
- Der kleine Erziehungsberater (für Erwachsene, seit 2018)

Ehemalige Stücke (Auswahl)
- Aschenputtel
- Das Feuerzeug
- Das Märchen von der verlorenen Zeit
- Krabat
- Prinz Peter und der Teddybär (Uraufführung 2011)
- Die Schatzinsel
- Kondom des Grauens
- Nathan der Weise
- Rotkäppchen
- Rumpelstilzchen
- Die kleine Meerjungfrau
- Der kleine Muck
- Die Bettleroper (für Erwachsene)